# ميخائيل الغزيري
الأب ميخائيل الغزيري (بالإسبانية: Miguel Casiri)‏ ـ (طرابلس، 1710 - مدريد، 12 مارس 1791 م) هو قسيس ماروني، صنّف أول فهرس لمخطوطات الإسكوريال.

## حياته
ولد الغزيري سنة 1710 م في طرابلس، التي كانت آنذاك من مدن سوريا العثمانية، وتُنسب أسرته إلى قرية غزير، التي نزح منها والداه إلى طرابلس.
درس الغزيري الفلسفة واللاهوت واللغات الغربية في المدرسة التي أنشأها بروما البابا غريغوريوس الثالث عشر سنة 1584 للنابغين من أبناء الطائفة المارونية، ورُسم كاهنًا في 29 سبتمبر 1734، ومكث في دير الرهبان الحلبيين هناك قائمًا بتدريس اللغات العربية والسريانية والآرامية والفلسفة وعلم اللاهوت لتلاميذ الرهبانية، قبل أن يسافر لفترة وجيزة إلى لبنان بصحبة يوسف السمعاني ليعمل لاهوتيًا بالمجمع اللبناني، ثم يعود إلى روما سنة 1738 حاملًا آراء الطائفة المارونية في قصادة السمعاني إلى مجمع نشر الإيمان.
انتقل الغزيري إلى إسبانيا سنة 1748 بصحبة أستاذه في الفلسفة الأب فرانثيسكو راباغو أي نورييغا (بالإسبانية: Francisco Rábago y Noriega)‏، وعُين في العام ذاته ـ بتزكية من راباغو ـ بالمكتبة الملكية بمدريد، التي كان يديرها آنذاك المؤرخ والكاتب الإسباني غريغوريو مايانس أي سيسكار (بالإسبانية: Gregorio Mayáns y Siscar)‏، ثم انتُخب في نفس العام عضوًا بالأكاديمية الملكية للتاريخ (بالإسبانية: Real Academia de la Historia)‏، ثم انتقل سنة 1749 للعمل بمكتبة بالإسكوريال بتوصية من الأب البندكتي مارتين سارميينتو (بالإسبانية: Martín Sarmiento)‏ لوضع فهرست بالكتب العربية بمساعدة مانويل مارتينيث بنغارون (بالإسبانية: Manuel Martínez Pingarrón)‏ وأستاذ اللغة العبرية خوسيه رودريغيز دي كاسترو (بالإسبانية: José Rodríguez de Castro)‏. وفي سنة 1756 عُين الغزيري مترجمًا للملك للغات الشرقية، ورُقي في السنة ذاتها إلى منصب «نائب أمين مكتبة الإسكوريال» براتب شهري قدره 200 غرش من الذهب، وعندما توفي أمين مكتبة الإسكوريال سنة 1763، أُسندت إلى الغزيري وظيفة «الأمين الأول لمكتبة الإسكوريال»، وظل في منصبه هذا حتى وفاته سنة 1791.
وفي سنة 1763 جاء إلى إسبانيا قادمًا من روما بولس خضر ـ العالم اللبناني ـ فشرع يساعده في وضع فهرست المكتبة، غير أن العلاقات ساءت بين الغزيري وخضر، لقسوة الغزيري في معاملة مساعده، ورفض خضر هذه المعاملة، وانتهى الأمر بإقصاء خضر إلى البرتغال، حيث نال هناك هو الآخر مركزًا مرموقًا.

## فهرست المخطوطات العربية في الإسكوريال
وضع الغزيري «فهرست المخطوطات العربية المحفوظة في مكتبة الإسكوريال» (باللاتينية: Bibliotheca Arabico-Hispana Escurialensis)، الذي قضى في تصنيفه سنوات عديدة، وصدر في مدريد بالعربية واللاتينية في مجلدين، صدر أولهما سنة 1760 والآخر سنة 1770.
عنوان الفهرست باللاتينية كاملًا هو Bibliotheca arabico-hispana Escurialensis sive libr. omn. manuscript. quos arabice ab auctoribus magnam partem arabo-hispanis compositos bibliotheca coenobii Escurialensis complectitur, recensio et explanatio, opera et studio Mich, Casiri etc، وترجمة ذلك بالعربية «مكتبة الإسكوريال العربية الإسبانية أو مجموعة المخطوطات التي صنف معظمها العرب الإسبان، وهي محفوظة في دير الإسكوريال. عُني بنشرها ودرسها والتعليق عليها ميخائيل الغزيري إلخ...».
يقع هذا الفهرست في مجلدين ضخمين من 1153 صفحة من القطع الكبير جدًا، مصدرة بمقدمة طويلة، ويحوي ثبتًا بما مجمله 1851 مخطوطًا عربيًا من مقتنيات مكتبة الإسكوريال، كما يحتوي أيضًا على العديد من الاقتباسات من كتابات المؤرخين العرب. والفهرست مصنف حسب موضوعات المخطوطات.
صدر المجلد الأول سنة 1760، ويحتوي على مؤلفات النحويين والشعراء واللغويين وكتاب التراجم والسير والفلاسفة وعلماء الاجتماع والسياسة والأطباء والرياضياتيين والفلكيين، وتبلغ محتويات هذا الجزء 1628 مجلدًا. أما المجلد الثاني فهو مخصص للجغرافية والتاريخ،، وقد صدر سنة 1770، وينتهي بالمجلد رقم 1851، وهو جملة ما أثبته الغزيري في فهرسته. يضم المجلد الثاني من فهرست الغزيري ثبتًا بمجموعة كبيرة من المخطوطات الجغرافية والتاريخية، تضم معلومات قيمة عن الحروب بين المسلمين والمسيحيين في الأندلس، وقد راجع النص اللاتيني خوان دي إريارتي (بالإسبانية: Juan de Iriarte)‏.
أما عن خطة الغزيري في هذا الفهرست، فهو يدوّن أولًا عنوان المخطوط بحرف كبير، ثم يصفه باللاتينية، وكثيرًا ما يورد ترجمة المؤلف بإيجاز مع ذكر كتاباته، معززًا ذلك باستشهادات كثيرة من مضامين الكتاب الموصوف.
ما زال فهرست الغزيري محتفظًا بقيمته العلمية، على الرغم من وجود تصنيف أحدث منه بأكثر من قرن ـ عنوانه «المخطوطات العربية في الإسكوريال» (بالفرنسية: Les Manuscrits arabes de l'Escorial)‏ ـ نشره المستشرق الفرنسي هرتفيغ درانبور في باريس سنة 1894، وهو غير مكتمل. ولم تبق إلى اليوم من فهرست الغزيري إلا نسخ قليلة، إحداها في مكتبة الكرسي البطركي الماروني في بكركي، وأخرى في مكتبة مدرسة آل مسعد في عشقوت بلبنان، وثالثة في مكتبة الرهبان الحلبيين الموارنة في روما، ورابعة في دار الكتب المصرية.

## مؤلفات أخرى
- ترجمة كتاب عربي يدعى «شمس الحكمة» إلى اللاتينية، وهو من أوائل أعماله بعد انتقاله إلى إسبانيا، وقد ضاع كل من الأصل العربي والترجمة اللاتينية.[2]
- ترجم الغزيري «مجموعة قوانين الكنيسة الإسبانية» من العربية إلى اللاتينية، لأن أصلها اللاتيني كان مفقودًا في تلك الأيام. وما زالت الترجمة العربية محفوظة ـ مع ترجمة الغزيري اللاتينية ـ بمكتبة الإسكوريال.[2]
- فهرست الكلمات القشتالية ذات الأصل العربي (بالإسبانية: Catálogo de voces castellanas que tienen su origen en el árabe)‏ ـ (مدريد 1771).
- نشر مقتطفات مترجمة إلى اللاتينية من كتابي الإحاطة و«اللمحة البدرية في الدولة النصرية» للسان الدين بن الخطيب.
- قاموس مخمس اللغة (عربي ـ فارسي ـ تركي ـ إسباني ـ لاتيني) تُحفظ منه نسخة منقوصة بالمكتبة الوطنية بمدريد.[5]
- ترجم مع تلميذه بيدرو رودريغيز دي كامبومانيس كتاب الفلاحة لأبي زكريا ابن العوام الإشبيلي.
- كلفته الأكاديمية الملكية للتاريخ بوضع معجم بأسماء الأماكن العربية.

## وفاته
توفي الغزيري في العاصمة الإسبانية مدريد في 12 مارس 1791، بعد مرض لازمه منذ سنة 1787، وبعد أن فقد ذاكرته وسمعه في أخريات أيامه.